# К чуду
«К чу́ду» (англ. To the Wonder) — американская драма режиссёра и сценариста Терренса Малика. Мировая премьера картины состоялась 2 сентября 2012 года в основной конкурсной программе 69-го Венецианского кинофестиваля.

## Сюжет
Сюжет картины вращается вокруг Нила и Марины — влюблённой пары. После посещения Мон-Сен-Мишеля они испытывают кризис отношений: Марина, усомнившись в чувствах Нила, заводит любовника. Возвратившись в Оклахому, они обращаются к священнослужителю за помощью, но и он испытывает внутреннюю борьбу.

## В ролях
| Актёр           | Роль         |
| --------------- | ------------ |
| Бен Аффлек      | Нил          |
| Ольга Куриленко | Марина       |
| Рэйчел Макадамс | Джейн        |
| Хавьер Бардем   | отец Кинтана |
| Чарльз Бэйкер   | Чарльз       |
| Ромина Монделло | Анна         |

## Создание

### Кастинг
При запуске проекта сообщалось о том, что право исполнить главную мужскую роль будет предоставлено Кристиану Бейлу, однако из-за конфликтов, связанных с рабочим графиком актёра, Терренсу Малику пришлось подыскать замену Бейлу в лице Бена Аффлека.
Также сообщалось о том, что в съёмках принимают участие Рейчел Вайс, Майкл Шин и Аманда Пит, однако в процессе монтажа сцены с их участием были из фильма вырезаны. Также были сокращены сцены с участием Макадамс и Аффлека, причём на материалах, предоставленных прессе к премьере, рядом с Аффлеком была изображена Макадамс, а не Куриленко, играющая в фильме главную роль. Продюсер фильма объяснил это тем, что материалы были подготовлены ещё в начале работы над фильмом, когда героине Макадамс отводилось более заметное место в сюжете.

### Съёмки
Основной съёмочный период проходил с сентября по ноябрь 2010 года. Производство велось в нескольких городах штата Оклахома, Париже и на острове Мон-Сен-Мишель. Впоследствии по неизвестным причинам Малик назначил пересъёмки некоторых сцен фильма, которые шли с марта по май 2011 года, из-за них всей съёмочной группе пришлось также возвращаться во Францию. Около года картина находилась в стадии постпродакшна, который завершился лишь весной 2012 года. Всё это время данная кинолента была известна под такими наименованиями, как: «Project B», «Project D», а также «Untitled Terrence Malick Project». В итоге фильм получил своё окончательное название и рейтинг R из-за присутствия в нём откровенных сцен.

## Критика
Сюжет картины был низко оценён как на премьере, так и после выхода на широкий экран. Премьерный показ фильма сопровождался улюлюканьем кинокритиков. Появление на экране Хавьера Бардема «в сутане, с лицом, измождённым заботами о человечестве» было встречено дружным смехом зрительного зала.
Главной проблемой сценария критики посчитали его тривиальность и длительные паузы между диалогами. Фильм активно критиковали за копирование «Древа жизни» и излишнюю претенциозность. Впрочем, нашлись и те, кто признал «К чуду» очередным шедевром Терренса Малика. В частности, рецензия на данный фильм стала последней для знаменитого американского кинокритика Роджера Эберта, который высоко оценил его, поставив три с половиной звезды из четырёх.

## Награды и номинации
| Награды и номинации        | Награды и номинации | Награды и номинации                                              | Награды и номинации  | Награды и номинации |
| Премия                     | Дата церемонии      | Категория                                                        | Лауреаты и номинанты | Итог                |
| -------------------------- | ------------------- | ---------------------------------------------------------------- | -------------------- | ------------------- |
| Венецианский кинофестиваль | 8 сентября 2012     | «Золотой лев»                                                    | Терренс Малик        | Номинация           |
| Венецианский кинофестиваль | 8 сентября 2012     | Приз Всемирной католической ассоциации по коммуникациям (SIGNIS) | Терренс Малик        | Победа              |
| Кинофестиваль в Торонто    | 16 сентября 2012    | «Приз зрительских симпатий»                                      | Терренс Малик        | Номинация           |